# Општина Ратешти (Арђеш)
Ратешти (рум. Răteşti) општина је у Румунији у округу Арђеш.
Oпштина се налази на надморској висини од 215 m.